# Nous Territoris
Nous Territoris (abreujat a NT o N.T.) és una de les tres principals regions de Hong Kong, juntament amb l'illa de Hong Kong i la península Kowloon.
Històricament, és la regió descrita en la Convenció per l'Extensió del Territori de Hong Kong. D'acord amb això els territoris abasten l'àrea continental del nord de Boundary Street de la península de Kowloon i el sud del riu Sham Chun que és la frontera interior entre Hong Kong i la Xina continental, així com per unes 200 illes allunyades incloent l'illa Lantau, l'illa Lamma, Cheung Chau, i Peng Chau en el territori de Hong Kong.